# Haruyo Shimamura
Haruyo Shimamura (島村 春世?, Shimamura Haruyo; Kamakura, 4 marzo 1992) è una pallavolista giapponese, centrale delle Red Rockets Kawasaki.

## Carriera

### Club
La carriera di Haruyo Shimamura inizia nei tornei scolastici giapponesi, finché nel gennaio 2010 inizia la carriera professionistica, approdando nella V.Premier League con le NEC Red Rockets, giocando la seconda parte del campionato 2009-10 e vincendo lo scudetto 2014-15, venendo inserita nel sestetto ideale del campionato, il V.League Top Match 2015 e il campionato asiatico per club 2016. 

### Nazionale
Nel 2013 con la selezione under 23 del Giappone vince la medaglia di bronzo al campionato mondiale.
Nel 2013 fa il suo debutto nella nazionale maggiore in occasione del Montreux Volley Masters. Nel 2017 conquista la medaglia d'oro al campionato asiatico e oceaniano: nell'edizione 2023 dello stesso torneo si aggiudica il bronzo, oltre all'argento ai XIX Giochi asiatici.

## Palmarès

### Club
- Campionato giapponese: 1

2014-15
- Campionato asiatico per club: 1

2016
- / V.League Top Match: 1

2015

### Nazionale (competizioni minori
- Campionato mondiale under 23 2013
- Giochi asiatici 2022

### Premi individuali
- 2015 - V.Premier League giapponese: Sestetto ideale